# Circunscripción electoral de Castellón

Circunscripción de Castellón
Cortes Generales* Congreso: 5 escaños (de 350)
- Senado: 4 senadores (de 266)Cortes Valencianas* 24 escaños (de 99)

Castellón es una de las 52 circunscripciones electorales utilizadas como distritos electorales para el Congreso de los Diputados y el Senado que son las Cámaras Baja y Alta del Parlamento español. Se eligen 5 diputados y 4 senadores. Castellón, también es una de las 3 circunscripciones electorales de la Comunidad Valenciana para las elecciones autonómicas, la cual escoge a 24 diputados de los 99 que conforman las Cortes Valencianas. Se corresponde con la provincia de Castellón.

## Ámbito de la circunscripción y sistema electoral
En virtud de los artículos 68.2 y 69.2 de la Constitución Española de 1978 los límites de la circunscripción debe ser los mismos que los de la provincia de Castellón, y en virtud del artículo 140, esto solo puede modificarse con la aprobación del Congreso de los Diputados. El voto es sobre la base de sufragio universal secreto. En virtud del artículo 12 de la constitución, la edad mínima para votar es de 18 años.
En el caso del Congreso de los Diputados, el sistema electoral utilizado es a través de una lista cerrada con representación proporcional y con escaños asignados usando el método D'Hondt. Solo las listas electorales con el 3 % o más de todos los votos válidos emitidos, incluidos los votos «en blanco», es decir, para «ninguna de las anteriores», se pueden considerar para la asignación de escaños. En el caso del Senado, el sistema electoral sigue el escrutinio mayoritario plurinominal. Se eligen cuatro senadores y los partidos pueden presentar un máximo de tres candidatos. Cada elector puede escoger hasta tres senadores, pertenezcan o no a la misma lista. Los cuatro candidatos más votados son elegidos.

## Cortes Valencianas

### Diputados obtenidos por partido o coalición (1983-2023)
| Candidatura | Candidatura                                                                        | 1983 | 1987 | 1991 | 1995 | 1999 | 2003 | 2007 | 2011 | 2015 | 2019 | 2023 |
| ----------- | ---------------------------------------------------------------------------------- | ---- | ---- | ---- | ---- | ---- | ---- | ---- | ---- | ---- | ---- | ---- |
|             | Partido Popular de la Comunidad Valenciana                                         | -    | -    | 9    | 11   | 12   | 13   | 13   | 13   | 8    | 5    | 10   |
|             | Partit Socialista del País Valencià                                                | 14   | 11   | 11   | 8    | 9a   | 9    | 9    | 9    | 6    | 7    | 8    |
|             | Coalició Compromís                                                                 | -    | -    | -    | -    | -    | -    | -    | 1    | 4    | 4    | 3    |
|             | Vox                                                                                | -    | -    | -    | -    | -    | -    | -    | -    | 0    | 2    | 3    |
|             | Ciudadanos-Partido de la Ciudadanía                                                | -    | -    | -    | -    | -    | -    | -    | -    | 3    | 4    | 0    |
|             | Unidas Podemos                                                                     | -    | -    | -    | -    | -    | -    | -    | -    | -    | 2    | 0    |
|             | Podem Comunitat Valenciana                                                         | -    | -    | -    | -    | -    | -    | -    | -    | 3    | -    | -    |
|             | Esquerra Unida del País Valencià                                                   | -    | -    | 1    | 2b   | 1    | -    | -    | 1    | -    | -    | -    |
|             | Compromís pel País Valencià                                                        | -    | -    | -    | -    | -    | -    | 2    | -    | -    | -    | -    |
|             | Unión Valenciana                                                                   | -    | 0    | 1    | 1c   | 0    | 0d   | 0e   | -    | -    | -    | -    |
|             | Esquerra Unida-Los Verdes-Esquerra Valenciana                                      | -    | -    | -    | -    | -    | 1    | -    | -    | -    | -    | -    |
|             | Centro Democrático y Social                                                        | 0    | 3    | 0    | 0    | -    | 0    | -    | -    | -    | -    | -    |
|             | Alianza Popular                                                                    | -    | 8    | -    | -    | -    | -    | -    | -    | -    | -    | -    |
|             | Esquerra Unida-Unitat del Poble Valencià                                           | -    | 1    | -    | -    | -    | -    | -    | -    | -    | -    | -    |
|             | Coalición Alianza Popular-Partido Demócrata Popular-Unión Liberal-Unión Valenciana | 10   | -    | -    | -    | -    | -    | -    | -    | -    | -    | -    |
|             | Partit Comunista del País Valencià-Partido Comunista de España                     | 1    | -    | -    | -    | -    | -    | -    | -    | -    | -    | -    |
| Total       | Total                                                                              | 25   | 23   | 22   | 22   | 22   | 23   | 24   | 24   | 24   | 24   | 24   |

a Los resultados corresponden a los de Partit Socialista del País Valencià-Progresistas (PSOE-P).

b Los resultados corresponden a los de Esquerra Unida-Els Verds (EU-EV).

c Los resultados corresponden a los de Unión Valenciana-Independents-Centristes (UV-FICVA-CCV).

d Los resultados corresponden a los de Unió-Unió Comunitat Valenciana-Unión Valenciana (UNIÓ-UNIÓN)

e Los resultados corresponden a los de Unión Valenciana-Los Verdes Ecopacifistas (UV-LVE).

## Congreso de los Diputados

### Diputados obtenidos por partido o coalición (1977-2023)
El número de diputados electos por cada lista es el siguiente:
| Candidatura | Candidatura                                                | 1977 | 1979 | 1982 | 1986 | 1989 | 1993 | 1996 | 2000 | 2004 | 2008 | 2011 | 2015 | 2016 | 2019 (I) | 2019 (II) | 2023 |
| ----------- | ---------------------------------------------------------- | ---- | ---- | ---- | ---- | ---- | ---- | ---- | ---- | ---- | ---- | ---- | ---- | ---- | -------- | --------- | ---- |
|             | Partido Socialista Obrero Español                          | 2    | 2    | 3    | 3    | 3    | 2    | 2    | 2    | 2    | 2    | 2    | 1    | 1    | 2        | 2         | 2    |
|             | Partido Popular                                            | -    | -    | -    | -    | 2    | 3    | 3    | 3    | 3    | 3    | 3    | 2    | 2    | 1        | 1         | 2    |
|             | Vox                                                        | -    | -    | -    | -    | -    | -    | -    | -    | -    | -    | -    | -    | 0    | 0        | 1         | 1    |
|             | Unidas Podemos                                             | -    | -    | -    | -    | -    | -    | -    | -    | -    | -    | -    | -    | -    | 1        | 1         | -    |
|             | Ciudadanos-Partido de la Ciudadanía                        | -    | -    | -    | -    | -    | -    | -    | -    | -    | -    | -    | 1    | 1    | 1        | 0         | -    |
|             | Compromís-Podemos-EUPV: A la Valenciana                    | -    | -    | -    | -    | -    | -    | -    | -    | -    | -    | -    | -    | 1    | -        | -         | -    |
|             | Compromís-Podemos-És el Moment                             | -    | -    | -    | -    | -    | -    | -    | -    | -    | -    | -    | 1    | -    | -        | -         | -    |
|             | Coalición Democrática                                      | -    | -    | -    | 2    | -    | -    | -    | -    | -    | -    | -    | -    | -    | -        | -         | -    |
|             | Alianza Popular-Partido Demócrata Popular-Unión Valenciana | -    | -    | 2    | -    | -    | -    | -    | -    | -    | -    | -    | -    | -    | -        | -         | -    |
|             | Unión de Centro Democrático                                | 2    | 3    | 0    | -    | -    | -    | -    | -    | -    | -    | -    | -    | -    | -        | -         | -    |
|             | Candidatura Independiente de Centro                        | 1    | -    | -    | -    | -    | -    | -    | -    | -    | -    | -    | -    | -    | -        | -         | -    |
| Total       | Total                                                      | 5    | 5    | 5    | 5    | 5    | 5    | 5    | 5    | 5    | 5    | 5    | 5    | 5    | 5        | 5         | 5    |

### Diputados electos

#### Legislatura Constituyente
| Candidatura                         | Votos  | %       | Escaños | Miembros electos                                        |
| ----------------------------------- | ------ | ------- | ------- | ------------------------------------------------------- |
| Unión de Centro Democrático         | 84.115 | 35,32 % | 2       | Enrique Monsonís Domingo y Enrique Beltrán Sanz         |
| Partido Socialista Obrero Español   | 69.976 | 29,38 % | 2       | Vicente Antonio Sotillo Martí y Palmira Pla Pechovierto |
| Candidatura Independiente de Centro | 29.834 | 12,53 % | 1       | José Miguel Ortí Bordás                                 |

#### I Legislatura
| Candidatura                       | Votos   | %       | Escaños | Miembros electos                                                         |
| --------------------------------- | ------- | ------- | ------- | ------------------------------------------------------------------------ |
| Unión de Centro Democrático       | 111.359 | 46,34 % | 3       | Jaime Lamo de Espinosa, Enrique Monsonís Domingo y Benjamín Cañas Bernal |
| Partido Socialista Obrero Español | 85.727  | 36,68 % | 2       | Vicente Antonio Sotillo Martí y Felipe Guardiola Sellés                  |

#### II Legislatura
| Candidatura                                                | Votos   | %       | Escaños | Miembros electos                                                         |
| ---------------------------------------------------------- | ------- | ------- | ------- | ------------------------------------------------------------------------ |
| Partido Socialista Obrero Español                          | 130.200 | 49,62 % | 3       | Felipe Guardiola Sellés, Francisco Arnau Navarro y Javier Tárrega Bernal |
| Alianza Popular-Partido Demócrata Popular-Unión Valenciana | 73.826  | 28,14 % | 2       | Gabriel Elorriaga Fernández y Enrique Beltrán Sanz                       |

#### III Legislatura
| Candidatura                       | Votos   | %       | Escaños | Miembros electos                                                       |
| --------------------------------- | ------- | ------- | ------- | ---------------------------------------------------------------------- |
| Partido Socialista Obrero Español | 119.250 | 46,25 % | 3       | Francisco Arnau Navarro, Javier José Tárrega Bernal e Irma Simón Calvo |
| Coalición Popular                 | 86.032  | 33,36 % | 2       | José María Escuín Monfort y Gabriel Elorriaga Fernández                |

#### IV Legislatura
| Candidatura                       | Votos   | %       | Escaños | Miembros electos                                                       |
| --------------------------------- | ------- | ------- | ------- | ---------------------------------------------------------------------- |
| Partido Socialista Obrero Español | 106.223 | 41,68 % | 3       | Francisco Arnau Navarro, Javier José Tárrega Bernal e Irma Simón Calvo |
| Partido Popular                   | 86.032  | 33,88 % | 2       | José María Escuín Monfort y Gabriel Elorriaga Fernández                |

#### V Legislatura
| Candidatura                       | Votos   | %       | Escaños | Miembros electos                                                              |
| --------------------------------- | ------- | ------- | ------- | ----------------------------------------------------------------------------- |
| Partido Popular                   | 128.916 | 44,87 % | 3       | Juan Costa Climent, Gabriel Elorriaga Fernández y María del Carmen Pardo Raga |
| Partido Socialista Obrero Español | 113.752 | 39,59 % | 2       | Francisco Arnau Navarro y Ofelia Soler Nomdedeu                               |

#### VI Legislatura
| Candidatura                       | Votos   | %       | Escaños | Miembros electos                                                        |
| --------------------------------- | ------- | ------- | ------- | ----------------------------------------------------------------------- |
| Partido Popular                   | 140.578 | 46,46 % | 3       | Juan Costa Climent, Juan José Ortiz Pérez y María del Carmen Pardo Raga |
| Partido Socialista Obrero Español | 120.997 | 39,99 % | 2       | Francisco Arnau Navarro y Olga Mulet Torres                             |

#### VII Legislatura
| Candidatura                       | Votos   | %       | Escaños | Miembros electos                                                       |
| --------------------------------- | ------- | ------- | ------- | ---------------------------------------------------------------------- |
| Partido Popular                   | 152.462 | 53,79 % | 3       | Juan Costa Climent, Fernando Villalonga Campos y Juan José Ortiz Pérez |
| Partido Socialista Obrero Español | 100.177 | 35,34 % | 2       | Jorge Sevilla Segura y Mario Edo Gil                                   |

#### VIII Legislatura
| Candidatura                       | Votos   | %       | Escaños | Miembros electos                                                      |
| --------------------------------- | ------- | ------- | ------- | --------------------------------------------------------------------- |
| Partido Popular                   | 142.462 | 45,64 % | 3       | Juan Costa Climent, Fernando Castelló Boronat y Miguel Barrachina Ros |
| Partido Socialista Obrero Español | 139.236 | 44,60 % | 2       | Jorge Sevilla Segura y Antonia García Valls                           |

#### IX Legislatura
| Candidatura                       | Votos   | %       | Escaños | Miembros electos                                                   |
| --------------------------------- | ------- | ------- | ------- | ------------------------------------------------------------------ |
| Partido Popular                   | 155.549 | 48,98 % | 3       | Juan Costa Climent, Andrea Fabra Fernández y Miguel Barrachina Ros |
| Partido Socialista Obrero Español | 140.304 | 44,18 % | 2       | Jordi Sevilla Segura y Antonia García Valls                        |

#### X Legislatura
| Candidatura                       | Votos   | %       | Escaños | Miembros electos                                                                |
| --------------------------------- | ------- | ------- | ------- | ------------------------------------------------------------------------------- |
| Partido Popular                   | 156.544 | 52,87 % | 3       | Manuel Cervera Taulet, Andrea Fabra Fernández y María Ascensión Figueres Górriz |
| Partido Socialista Obrero Español | 87.461  | 29,54 % | 2       | Joaquín Francisco Puig Ferrer y Susana Ros Martínez                             |

#### XI Legislatura
| Candidatura                         | Votos  | %       | Escaños | Miembros electos                            |
| ----------------------------------- | ------ | ------- | ------- | ------------------------------------------- |
| Partido Popular                     | 98.341 | 31,85 % | 2       | Miguel Barrachina Ros y Óscar Clavell López |
| Compromís-Podemos-És el moment      | 74.457 | 24,12 % | 1       | Marta Sorlí Fresquet                        |
| Partido Socialista Obrero Español   | 66.450 | 21,52 % | 1       | Artemi Vicent Rallo Lombarte                |
| Ciudadanos-Partido de la Ciudadanía | 48.220 | 15,62 % | 1       | Domingo Lorenzo Rodríguez                   |

#### XII Legislatura
| Candidatura                             | Votos   | %       | Escaños | Miembros electos                            |
| --------------------------------------- | ------- | ------- | ------- | ------------------------------------------- |
| Partido Popular                         | 106.566 | 35,73 % | 2       | Miguel Barrachina Ros y Óscar Clavell López |
| Compromís-Podemos-EUPV: A la Valenciana | 71.860  | 24,09 % | 1       | Marta Sorlí Fresquet                        |
| Partido Socialista Obrero Español       | 65.911  | 22,10 % | 1       | Artemi Vicent Rallo Lombarte                |
| Ciudadanos-Partido de la Ciudadanía     | 43.994  | 14,75 % | 1       | Domingo Lorenzo Rodríguez                   |

#### XIII Legislatura
| Candidatura                         | Votos  | %       | Escaños | Miembros electos                            |
| ----------------------------------- | ------ | ------- | ------- | ------------------------------------------- |
| Partido Socialista Obrero Español   | 92.075 | 29,46 % | 2       | Susana Ros Martínez y Germán Renau Martínez |
| Partido Popular                     | 63.672 | 20,38 % | 1       | Óscar Clavell López                         |
| Ciudadanos-Partido de la Ciudadanía | 50.897 | 16,29 % | 1       | María Sandra Julià Julià                    |
| Unidas Podemos                      | 43.466 | 13,90 % | 1       | Marisa Saavedra Muñoz                       |

#### XIV Legislatura
| Candidatura                       | Votos  | %       | Escaños | Miembros electos                            |
| --------------------------------- | ------ | ------- | ------- | ------------------------------------------- |
| Partido Socialista Obrero Español | 84.078 | 28,77 % | 2       | Susana Ros Martínez y Germán Renau Martínez |
| Partido Popular                   | 70.176 | 24,01 % | 1       | Óscar Clavell López                         |
| Vox                               | 54.849 | 18,77 % | 1       | Alberto Teófilo Asarta Cuevas               |
| Unidas Podemos                    | 39.251 | 13,43 % | 1       | Marisa Saavedra Muñoz                       |

#### XV Legislatura
| Candidatura                       | Votos   | %       | Escaños | Miembros electos                                   |
| --------------------------------- | ------- | ------- | ------- | -------------------------------------------------- |
| Partido Popular                   | 107.824 | 35,18 % | 2       | Alberto Fabra Part y Óscar Clavell López           |
| Partido Socialista Obrero Español | 99.856  | 32,58 % | 2       | Susana Ros Martínez y Artemi Vicent Rallo Lombarte |
| Vox                               | 48.762  | 15,91 % | 1       | Alberto Teófilo Asarta Cuevas                      |

## Senado

### Senadores obtenidos por partido o coalición (1977-2023)
El número de senadores electos por cada lista es el siguiente:
| Candidaturas | Candidaturas                                               | 1977 | 1979 | 1982 | 1986 | 1989 | 1993 | 1996 | 2000 | 2004 | 2008 | 2011 | 2015 | 2016 | 2019 (I) | 2019 (II) | 2023 |
| ------------ | ---------------------------------------------------------- | ---- | ---- | ---- | ---- | ---- | ---- | ---- | ---- | ---- | ---- | ---- | ---- | ---- | -------- | --------- | ---- |
|              | Partido Popular                                            | -    | -    | -    | -    | 1    | 3    | 3    | 3    | 3    | 3    | 3    | 3    | 3    | 1        | 2         | 3    |
|              | PSOE                                                       | 3    | 1    | 3    | 3    | 3    | 1    | 1    | 1    | 1    | 1    | 1    | 1    | 0    | 3        | 2         | 1    |
|              | Compromís-Podemos-EUPV: A la Valenciana                    | -    | -    | -    | -    | -    | -    | -    | -    | -    | -    | -    | -    | 1    | -        | -         | -    |
|              | Coalición Democrática                                      | -    | -    | -    | 1    | -    | -    | -    | -    | -    | -    | -    | -    | -    | -        | -         | -    |
|              | Alianza Popular-Partido Demócrata Popular-Unión Valenciana | -    | -    | 1    | -    | -    | -    | -    | -    | -    | -    | -    | -    | -    | -        | -         | -    |
|              | UCD                                                        | 1    | 3    | 0    | -    | -    | -    | -    | -    | -    | -    | -    | -    | -    | -        | -         | -    |
| Total        | Total                                                      | 4    | 4    | 4    | 4    | 4    | 4    | 4    | 4    | 4    | 4    | 4    | 4    | 4    | 4        | 4         | 4    |

### Senadores electos

#### Legislatura Constituyente
| Senador                   | Votos  | Candidatura                              |
| ------------------------- | ------ | ---------------------------------------- |
| Ernesto Fenollosa Alcalde | 69.710 | Partido Socialista Obrero Español (PSOE) |
| Enrique Marco Soler       | 69.260 | Partido Socialista Obrero Español (PSOE) |
| Fernando Flors Goterris   | 64.529 | Partido Socialista Obrero Español (PSOE) |
| Joaquín Farnós Gauchía    | 64.529 | Unión de Centro Democrático (UCD)        |

#### I Legislatura
| Senador                          | Votos   | Candidatura                              |
| -------------------------------- | ------- | ---------------------------------------- |
| Manuel Cerdà Ferrer              | 110.542 | Unión de Centro Democrático (UCD)        |
| José Antonio González Monterroso | 103.974 | Unión de Centro Democrático (UCD)        |
| Juan Bautista Rios Martínez      | 101.625 | Unión de Centro Democrático (UCD)        |
| Ernesto Fenollosa Alcalde        | 85.435  | Partido Socialista Obrero Español (PSOE) |

#### II Legislatura
| Senador                      | Votos   | Candidatura                                                            |
| ---------------------------- | ------- | ---------------------------------------------------------------------- |
| Luis Alcalá Gómez            | 128.917 | Partido Socialista Obrero Español (PSOE)                               |
| Juan Esteller Grañana        | 127.171 | Partido Socialista Obrero Español (PSOE)                               |
| José Antonio Iborra Cilleros | 123.855 | Partido Socialista Obrero Español (PSOE)                               |
| Josep Maria Escuín Monfort   | 72.691  | Alianza Popular-Partido Demócrata Liberal-Unión Valenciana (AL-PDL-UV) |

#### III Legislatura
| Senador                     | Votos   | Candidatura                                                           |
| --------------------------- | ------- | --------------------------------------------------------------------- |
| Luis Alcalá Gómez           | 116.749 | Partido Socialista Obrero Español (PSOE)                              |
| Miguel López Muñoz          | 114.921 | Partido Socialista Obrero Español (PSOE)                              |
| Josefina López Sanmartín    | 114.422 | Partido Socialista Obrero Español (PSOE)                              |
| José Vicente Aguilar Borrás | 82.931  | Alianza Popular-Partido Demócrata Liberal-Partido Liberal (AL-PDL-PL) |

#### IV Legislatura
| Senador                 | Votos   | Candidatura                              |
| ----------------------- | ------- | ---------------------------------------- |
| Miguel López Muñoz      | 101.173 | Partido Socialista Obrero Español (PSOE) |
| Benjamín Salvador Nebot | 98.274  | Partido Socialista Obrero Español (PSOE) |
| Ofelia Soler Nomdedeu   | 97.506  | Partido Socialista Obrero Español (PSOE) |
| Juan José Ortiz Pérez   | 79.782  | Partido Popular (PP)                     |

#### V Legislatura
| Senador                    | Votos   | Candidatura                              |
| -------------------------- | ------- | ---------------------------------------- |
| Josep Maria Escuín Monfort | 124.517 | Partido Popular (PP)                     |
| Juan José Ortiz Pérez      | 121.827 | Partido Popular (PP)                     |
| Miguel Vicente Prim Tomás  | 119.827 | Partido Popular (PP)                     |
| Miguel Bellido Ribes       | 109.455 | Partido Socialista Obrero Español (PSOE) |

#### VI Legislatura
| Senador                       | Votos   | Candidatura                              |
| ----------------------------- | ------- | ---------------------------------------- |
| Gabriel Elorriaga Fernández   | 135.200 | Partido Popular (PP)                     |
| Josep Maria Escuín Monfort    | 133.433 | Partido Popular (PP)                     |
| Miguel Vicente Prim Tomás     | 132.106 | Partido Popular (PP)                     |
| José Antonio Beltrán Miralles | 114.163 | Partido Socialista Obrero Español (PSOE) |

#### Legislatura
| Senador                     | Votos   | Candidatura                              |
| --------------------------- | ------- | ---------------------------------------- |
| Gabriel Elorriaga Fernández | 146.598 | Partido Popular (PP)                     |
| Josep Maria Escuín Monfort  | 144.402 | Partido Popular (PP)                     |
| María Carmen Pardo Raga     | 142.866 | Partido Popular (PP)                     |
| Francisco Arnau Navarro     | 105.553 | Partido Socialista Obrero Español (PSOE) |

#### VIII Legislatura
| Senador                      | Votos   | Candidatura                              |
| ---------------------------- | ------- | ---------------------------------------- |
| Gabriel Elorriaga Fernández  | 137.288 | Partido Popular (PP)                     |
| Carlos Daniel Murria Climent | 135.218 | Partido Popular (PP)                     |
| Juan José Ortiz Pérez        | 133.920 | Partido Popular (PP)                     |
| Juan Bautista Cardona Prades | 132.907 | Partido Socialista Obrero Español (PSOE) |

#### IX Legislatura
| Senador                        | Votos   | Candidatura                              |
| ------------------------------ | ------- | ---------------------------------------- |
| Manuel Guillermo Altava Lavall | 149.702 | Partido Popular (PP)                     |
| Juan José Ortiz Pérez          | 146.197 | Partido Popular (PP)                     |
| Araceli Peris Jarque           | 145.812 | Partido Popular (PP)                     |
| Juan Bautista Cardona Prades   | 133.928 | Partido Socialista Obrero Español (PSOE) |

#### X Legislatura
| Senador                        | Votos   | Candidatura                              |
| ------------------------------ | ------- | ---------------------------------------- |
| Manuel Guillermo Altava Lavall | 147.488 | Partido Popular (PP)                     |
| Vicente Aparici Moya           | 144.621 | Partido Popular (PP)                     |
| Araceli Peris Jarque           | 144.042 | Partido Popular (PP)                     |
| Enrique Navarro Andreu         | 82.368  | Partido Socialista Obrero Español (PSOE) |

#### XI Legislatura
| Senador                        | Votos  | Candidatura                              |
| ------------------------------ | ------ | ---------------------------------------- |
| Salomé Pradas Ten              | 95.385 | Partido Popular (PP)                     |
| Manuel Guillermo Altava Lavall | 93.597 | Partido Popular (PP)                     |
| Merche Mallol Gil              | 92.947 | Partido Popular (PP)                     |
| Josep Lluís Grau Vallés        | 68.269 | Partido Socialista Obrero Español (PSOE) |

#### XII Legislatura
| Senador                        | Votos   | Candidatura                                                      |
| ------------------------------ | ------- | ---------------------------------------------------------------- |
| Salomé Pradas Ten              | 103.992 | Partido Popular (PP)                                             |
| Manuel Guillermo Altava Lavall | 102.156 | Partido Popular (PP)                                             |
| Merche Mallol Gil              | 101.689 | Partido Popular (PP)                                             |
| Jordi Navarrete Pla            | 69.980  | Compromís-Podemos-EUPV: A la valenciana (Compromís-Podemos-EUPV) |

#### XIII Legislatura
| Senador                      | Votos  | Candidatura                              |
| ---------------------------- | ------ | ---------------------------------------- |
| Artemi Vicent Rallo Lombarte | 92.123 | Partido Socialista Obrero Español (PSOE) |
| Ana Belén Edo Gil            | 89.890 | Partido Socialista Obrero Español (PSOE) |
| Josep Lluís Grau Vallés      | 85.440 | Partido Socialista Obrero Español (PSOE) |
| Salomé Pradas Ten            | 76.013 | Partido Popular (PP)                     |

#### XIV Legislatura
| Senador                      | Votos  | Candidatura                              |
| ---------------------------- | ------ | ---------------------------------------- |
| Salomé Pradas Ten            | 88.350 | Partido Popular (PP)                     |
| Artemi Vicent Rallo Lombarte | 87.092 | Partido Socialista Obrero Español (PSOE) |
| Ana Belén Edo Gil            | 85.841 | Partido Socialista Obrero Español (PSOE) |
| Vicente Martínez Mus         | 83.915 | Partido Popular (PP)                     |

#### XV Legislatura
| Senador               | Votos   | Candidatura                              |
| --------------------- | ------- | ---------------------------------------- |
| Vicente Martínez Mus  | 111.009 | Partido Popular (PP)                     |
| Susana Marqués Escoín | 109.034 | Partido Popular (PP)                     |
| Amparo Marco Gual     | 106.717 | Partido Socialista Obrero Español (PSOE) |
| Vicente Tejedo Tormo  | 105.453 | Partido Popular (PP)                     |